# Châu Bách Hào
Châu Bách Hào (tên tiếng Hoa: 周柏豪, tên tiếng Anh: Pakho Chau, sinh ngày 12 tháng 11 năm 1984), quê quán Khai Bình, Quảng Đông, là nam ca sĩ, nhạc sĩ, người viết lời, chủ thương hiệu thời trang, nhà sản xuất âm nhạc và vận động viên người Hồng Kông gốc Trung Quốc, hiện đang là ca sĩ của Tinh Mộng và Starz People, đồng thời là nghệ sĩ của TVB News Media.
Châu Bách Hào từng làm người mẫu, huấn luyện viên dạy bơi, thầy dạy piano và làm kỹ sư âm thanh tại phòng thu của Trần Quang Vinh, 18 tuổi bắt đàu trở thành người mẫu của Starz People, 2007 chính thức ký hợp đồng với Warner Music Hong Kong trở thành ca sĩ, năm 2013 thành lập thương hiệu thời trang XPX của mình, năm 2016 thành lập thương hiệu thời trang CATXMAN, ngày 26 tháng 11 năm 2016, kết hôn với bạn gái hẹn hò 8 năm tại Phuket, Thái Lan. Tháng 7 năm 2017 đầu quân cho Tinh Mộng.
Châu Bách Hào năm 2012 lần đầu nhận giải Nam Ca sĩ Tân Thành Kình Bạo tại Lễ trao giải Tân Thành Kình Bạo. Sau đó năm 2014 lần đầu nhận giải Vàng Nam Ca sĩ âm nhạc Sất Sá tại Lễ trao giải Bảng xếp hạng Âm nhạc Sất Sá, được giải Nam Ca sĩ ra mắt thập niên 2000 lấy nhạc Quảng Đông làm chủ; cũng từng được giải Vàng Ca sĩ sáng tác Âm nhạc Sất Sá tại Lễ trao giải Bảng xếp hạng Âm nhạc Sất Sá, từng hai lần mở concert cá nhân tại Hồng Khám. Sau đó, năm 2019, Châu Bách Hào bằng bài hát "Để Tình Yêu Bay Cao" (讓愛高飛) lần đầu được giải Nam Ca sĩ được yêu thích nhất và giải Vàng Kình Ca Kim Khúc tại Lễ trao giải Kình Ca Kim Khúc, cũng từng được giải Ca sĩ thể hiện tốt nhất tại Lễ trao giải Kình Ca Kim Khúc, còn bằng bộ phim "Người Vợ Đa Năng" (多功能老婆) diễn cùng Dương Thiên Hoa lần đầu đạt giải "Nam nhân vật được yêu thích nhất" và "Ca khúc nhạc phim được yêu thích nhất" tại Lễ Trao Giải Vạn sao chiếu sáng của TVB. Năm 2020, Châu Bách Hào lần đầu đạt giải "Nam ca sĩ được yêu thích nhất" tại Lễ trao giải Thập Đại Trung Văn Kim Khúc. Vì vậy đến năm 2020 Châu Bách Hào đã thu thập được giải thưởng cao nhất của bốn đài lớn ở Hồng Kông, năm 2021, anh làm huấn luyện viên đội Đỏ trong tiết mục "Thanh Mộng Truyền Kỳ", từ đó có biệt danh "thầy Bách Hào".

## Tiểu sử

### Ngày bé
Châu Bách Hào ngày bé sống ở thôn Trường Khang, Thanh Y, năm 1996 tốt nghiệp tiểu học Thánh Công Hội Nhân Lập 聖公會仁立小學 (lớp buổi chiều), tốt nghiệp trung học kỷ niệm Lữ Nhuận Tài Đông Hoa Tam Viện, từng đại diện cho Hồng Kông trong môn bóng rổ, học piano từ nămm 5 tuổi.

### Hôn nhân
Ngày 26 tháng 11 năm 2016, kết hôn với bạn gái quen 8 năm tại Phuket, Thái Lan
Ngày 02 tháng 12 năm 2019, Châu Bách Hào 35 tuổi bí mật cùng vợ kết hôn ba năm hạ sinh con gái Châu Tâm Duyệt (Sonya), lên chức làm ba. Châu Bách Hào nói việc lãng mạn nhất từng làm cho vợ là viết 4 bài hát tặng cho vợ
Ngày 17 tháng 08 năm 2021, Châu Bách Hào công bố tin vui vợ hạ sinh con thứ hai trên mạng xã hội, hai người chào đón con trai chào đời, những chưa rõ ngày sinh.

## Sự nghiệp

### 2002 - 2007: Trước khi ra mắt
Châu Bách Hào được Châu Thế Long giới thiệu đến phòng thu làm kĩ sư âm thanh, nhưng không có tiền lương, còn phải "rót nước pha trà" cho ca sĩ, thậm chí còn rót nước, lau ghế và micro cho nữ ca sĩ Dung Tổ Nhi, nhưng khi đó thiếu tự tin không dám nhìn thẳng vào mặt đối phương, cho nên Dung Tổ Nhi không nhận ra anh.

### 2007 - 2009: Mới ra mắt
Trước khi trở thành ca sĩ, Châu Bách Hào là người mẫu và kỹ sư trong phòng thu của Trần Quang Vinh, và trở thành đệ tử của anh ấy vì âm nhạc chuyên nghiệp.
Năm 2007, Châu Bách Hào được bá lạc Trần Quang Vinh và Châu Thế Long đánh giá cao, ra mắt trở thành người mới trong làng nhạc Hồng Kông, ký hợp đồng với Warner Music, cùng lúc đảm nhiệm vai trò sáng tác trong công ty sản xuất âm nhạc của Trần Quang Vinh. Khi ra mắt, ，sau khi thai ca khúc "Cùng Bầu Trời" (同天空) và "Sáu Ngày" (六天) được tung ra, thì thuận lợi lọt vào top bảng xếp hạng tịnh thành của các đài radio nổi tiếng ở Hồng Kông. Đầu tháng 11 cùng năm, Châu Bách Hào ra album đầu tay "Beginning".
Với thành tích xuất sắc trong năm 2007, Châu Bách Hào đã ẵm trọn giải thưởng người mới của bốn lễ trao giải âm nhạc lớn, đạt giải Bạc Nam ca sĩ Quân lực mới Làng nhạc Sất Sá tại Lễ trao giải Bảng xếp hạng Âm nhạc Sất Sá, giải Bạc Người mới có tiền đồ nhất tại Lễ trao giải Thập Đại Trung Văn Kim Khúc lần thứ 35, giải Nam người mới tôi yêu thích nhất tại Lễ trao giải Âm nhạc Sina music Chỉ Số Dân Ý 2007, Giải Nam ca sĩ Thế lực mới trong Làng nhạc tại Lễ trao giải YAHOO! Tìm kiếm Nhân khí và nhiều giải khác.
Năm 2008, Châu Bách Hào ra album mới "Continue", trong đó có bài hát "Nhất Sự Vô Thành" (一事無成) và "Hoằng Nguyện" (宏願) thành bài hát quán quân tuần, "Nhất Sự Vô Thành" còn trở thành bài hát đầu tiên của Châu Bách Hào từ khi ra mắt được quán quân, với thành tích vượt trội. Cùng năm, Châu Bách Hào còn tham gia phim điện ảnh "Tình Yêu Vạn Tuế" (愛情萬歲), là 1 trong 3 nam chính, còn lồng tiếng cho phim hoạt hình "Madagascar 2: Tẩu thoát đến Phi Châu" và tham gia diễn xuất trong tiết mục "Tôi Là Người Hồng Kông" (我是香港人) của RTHK.
Trong lễ trao giải âm nhạc cuối năm, Châu Bách Hào tiếp tục sức mạnh của mình vào năm 2007, và ca khúc "Nhất Sự Vô Thành" đã giành được giải thưởng Top 10 Bài hát Tiếng Hoa trong Lễ Trao Giải Thập Đại Trung Văn kim Khúc lần thứ 31, giải Bài hát Hợp xướng được yêu thích nhất trong Lễ trao giải Thập Đại Kình Ca Kim Khúc, giải Ca khúc trong Lễ trao giải Tân Thành Kình Bạo, Bài hát hợp xướng Yahoo! Music 2008, giải Ca khúc hợp xướng Xuất sắc nhất trong Lễ trao giải Âm nhạc Sina music Chỉ Số Dân Ý 2008 và nhiều giải khác.
Năm 2009, Châu Bách Hào ra album "Follow", bài hát "Báo Cáo Tổng Tư Lệnh" (報告總司令) trở thành một bài hát được quán quân nữa, một bài hát khác là "Lovin' You" cũng thành công lên top trong các bảng xếp hạng thịnh hành các đài ở Hồng Kông, Châu Bách Hào cũng bằng bài hát "Lovin' you' đạt giải Ca khúc tự sáng tác trong Lễ trao giải Tân Thành Kình Bạo và giải MV Nhân khí YAHOO! Tìm kiếm Nhân khí, bài hát "Báo Cáo Tổng Tư Lệnh" được giải top 20 ca khúc có lượt nghe cao nhất trong Lễ trao giải Âm nhạc Sina Music Chỉ Số Dân Ý 2009. Tính đến tháng 11 năm 2017, MV "Hết Giờ" (夠鐘) trong album "Follow" đã đạt 2,000,000 lượt views trên YouTube.

### 2010 - 2012: Nổi tiếng nhanh chóng
Năm 2020 là một năm Châu Bách Hào tăng độ nổi tiếng, mặc dù chịu "sóng gió bản quyền HKRIA", không thể đưa ca khúc phát trên TVB, Châu Bách Hào vẫn bằng ca khúc "Anh Không Muốn Được Em Nhớ Đến"(我不要被你記住) và "Hoàng Tử Ăn Xin"(乞丐王子) trong album mới "Rememberance" được quán quân của nhiều đài, bài hát khác là "Tốt Nhất Không Qua"(最好不過) cũng được top 2 của RTHK.
Trong lễ trao giải cuối năm, Châu Bách Hào bằng ca khúc "Anh Không Muốn Được Em Nhớ Đến" đạt giải Ca khúc sáng tác Tân Thành Kình Bạo và giải Ca khúc nhân khí Lễ trao giải YAHOO! Tìm kiếm Nhân khí, ca khúc "Hoàng Tử Ăn Xin" được xếp thứ 6 trong Lễ trao giải Bảng xếp hạng Âm nhạc Sất Sá và Giải top 20 ca khúc có lượt nghe cao nhất trong Lễ trao giải Âm nhạc Sina Music Chỉ Số Dân Ý 2010, Châu Bách Hào nhận được giải Ca sĩ nhân khí Tân Thành Kình Bạo và Ca sĩ tiến bộ nhất năm của Lễ trao giải Thập Đại Trung Văn Kim Khúc.
Năm 2011, Châu Bách Hào ra hai album mới "Bản Thể Phân Liệt" (本體分裂) và "Get Well Soon", bài hát "Smiley Face" là bài hát đầu tiên từ khi ra mắt được quán quân 3 đài, bài hát "Hậu Viện" (後援) cũng được quán quân 2 đài.
Vào lễ trao giải cuối năm, Châu Bách Hào bằng ca khúc "Smiley Face" được giải Ca khúc nhân khí và Ca khúc nổi tiếng trên mạng tại Lễ trao giải Âm nhạc Sina Music Chỉ Số Dân Ý 2011, Ca khúc sáng tác Tân Thành Kình Bạo và Giải top 20 ca khúc có lượt nghe cao nhất trong Lễ trao giải Âm nhạc Sina Music Chỉ Số Dân Ý 2011, Châu Bách Hào còn lần đầu được giải Ca sĩ sáng tác Tân Thành Kình Bạo và giải Đồng Nam ca sĩ Làng Nhạc Sất Sá, khẳng định vị trí của mình trong làng nhạc.
Năm 2012, hai ca khúc "Trảm Lập Quyết" (斬立決) và "Vô Lực Vãn Hồi" (無力挽回) album mới "Imperfect Collection" đều được quán quân hai đài. Châu Bách Hào trong năm 2012 còn tại Trung tâm Thương mại và Triển lãm Quốc tế Vịnh Cửu Long mở 3 đêm concert mang tên IMPERFECT LIVE 2012, là concerrt cá nhân đầu tiên từ khi ra mắt.
Tại lễ trao giải cuối năm, Châu Bách Hào được giải Nam ca sĩ Tân Thành Kình Bạo, giải Thể hiện Tân Thành Kình Bạo, giải Nhạc sĩ Thập Đại Trung Văn Kim Khúc và các giải thưởng cá nhân khác. Bài hát "Vô Lực Vãn Hồi" được giải Top 10 ca khúc tiếng Hoa trong Lễ trao giải Thập Đại Trung Văn Kim Khúc và giải MV có lượt xem cao nhất Lễ trao giải Âm nhạc Sina Music Chỉ Số Dân Ý. Châu Bách Hào cũng ở Hồng Kông, Quảng Châu và Phật Sơn mở 3 đêm concert mang tên See You Soon Concert 2012.

### 2013 - 2015: Thời kỳ đỉnh cao
Sang năm 2013, sự nghiệp ca hát của Châu Bách Hào lên đến đỉnh cao, việc tranh giải cùng với Trần Dịch Tấn và các ca sĩ hàng đầu khác đến nay vẫn còn được bàn tán xôn xao. Trong năm, Châu Bách Hào ra hai album mới là "8" và "Đồng Hành" (同行) bằng bài hát "Tuyên Ngôn Của Tôi" (我的宣言) được quán quân 3 đài, "Imperfect" cũng được quá quân 2 đài. "Tuyên Ngôn Của Tôi" là một trong những bài hát có lượt views cao nhất của Châu Bách Hào, cũng là tác phẩm kinh điển và đại diện của anh, bài hát tình yêu này cùng lúc nổi tiếng tại cả Hồng Kông, Đài Loan và Đại Lục.

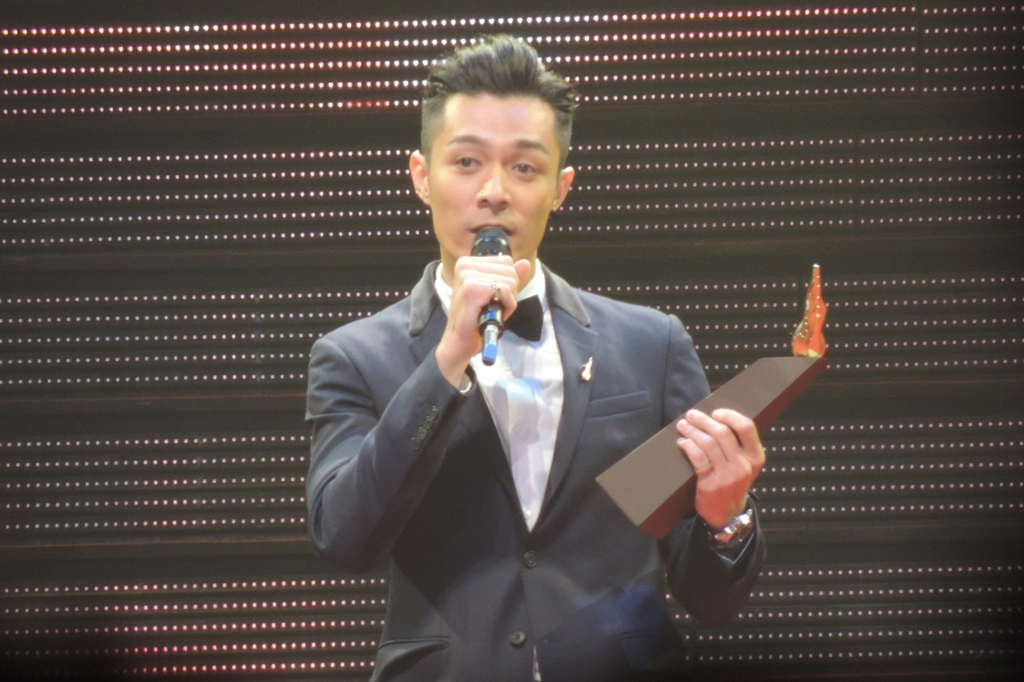
Châu Bách Hào đạt giải tại Lễ trao giải Bảng xếp hạng Âm nhạc Sất Sá 2013

Trong lễ trao giải âm nhạc cuối năm, Châu Bách Hào lần đầu đạt giải Bạc Nam Ca sĩ Làng nhạc Sất Sá và giải Vàng Ca sĩ sáng tác Làng nhạc Sất Sá, cũng đạt giải Nam Ca sĩ Tân Thành Kình Bạo và giải Đồng Tiến bộ nhất trong Lễ trao giải Thập Đại Trung Văn Kim Khúc và giải Nam ca sĩ địa phương YAHOO! Tìm kiếm Nhân khí, ca khúc "Tuyên Ngôn Của Tôi" được giải Tân Thành Kình Bạo, giải Ca khúc Nhân Khí YAHOO! Tìm kiếm Nhân khí và các giải khác, bài hát "Imperfect" cũng xếp thứ tư Top 10 đề xuất chuyên nghiệp Lễ trao giải Bảng xếp hạng Âm nhạc Sất Sá.
Năm 2014, bài "Đồng Hành" trong album cũ "Đồng Hành" trở thành bài hát đầu tiên của Châu Bách Hào đạt quán quân 4 đài từ khi ra mắt, albụmm mới "Keep Going" và "WHITE" thành tích các đài cũng không tệ, ca khúc "Ý Chí Tự Do" (自由意志) và "Tiểu Bạch" (小白) đều được quán quân 2 đài.
Châu Bách Hào năm 2014 còn mở 2 đêm concert liên tiếp tại Hồng Quán mang tên「Colors of Life」, còn mời Quách Phú Thành và các ca sĩ làm khách mời.
Trong lễ trao giải cuối năm, Châu Bách Hào giành nhiều giải thưởng ca sĩ và bài hát khác nhau, đánh bại ca sĩ Trần Dịch Tấn và nam ca sĩ Trưong Kính Hiên, đồng thời giành được giải Vàng Nam Ca sĩ Làng nhạc Sất Sá đầu tiên trong sự nghiệp. Châu Bách Hào còn đạt giải Ca sĩ chỉ số phát sóng Tân Thành Kình Bạo, Nam ca sĩ được yêu thích nhất đài Âm nhạc kĩ thuật số Tân Thành, giải Ca sĩ nhạc pop xuất sắc Thập Đại Trung Văn Kim Khúc, giải Nhạc sĩ Thập Đại Trung Văn Kim Khúc, giải Ca sĩ sáng tác xuất sắc nhất Lễ trao giải Kim Khúc TVB8 và các giải khác. Ngoài ra, ca khúc "Tìn Đồn" (傳聞) cũng được giải Tân Thành kình Bạo, Thập Đại Trung Văn Kim Khúc và Bài hát nhân khí YAHOO! Tìm kiếm Nhân khí.
Năm 2015 là năm nổi tiếng nhất của Châu Bách Hào, đầu tiên là bài hát "Trăm Năm Không Hợp" (百年不合) đạt quán quân 4 đài, sau đó ra album "Roundabout", sau đó bài hát chính "Tương An Vô Sự" (相安無事) lại là một bài được quán quân 3 đài,, Châu Bách Hào cuối năm còn có bài hát "Thiên Hạ Đại Loạn" (天下大亂), "Không Đợi Được" (等不到) và "Nghiến Răng" (磨牙) được quán quân. Châu Bách Hào còn tham gia diễn xuất phim TVB "Khi Tình Yêu Đến - Phần Đài Loan" (愛情來的時候2台灣篇).
Châu Bách Hào còn mở tour concert mang tên「PERFECT 8」 tại Đại Lục, Ma Cao và Melbourne. Châu Bách Hào còn cùng Trắc Điền hợp tác, mở buổi hòa nhạc "Người tốt IMPERFECT" tại Mỹ, và PAKHO 'LIVE' IN SINGAPORE 2015, còn làm khách mời concert "Let's Begin世界巡迴演唱會2015" của Thiên hậu Dương Thiên Hoa và concert "Colorful Life 真．炫色演唱會" của Shila Amzah
Trong lễ trao giải âm nhạc cuối năm, Châu Bách Hào tiếp tục càn quét các giải thưởng ca sĩ và ca khúc khác nhau, đạt giải Đồng ca sĩ sáng tác Làng nhạc Sất Sá, giải Đồng Nam ca sỹ Làng nhạc Sất Sá, giải Ca sĩ nhạc pop xuất sắc Thập Đại Trung Văn Kim Khúc và Lễ trao giải Nam ca sĩ xuất sắc nhất Hong Kong Kình Ca Vương lần thứ 10, còn bằng ca khúc "Trăm Năm Không Hợp" đạt giải Ca khúc Thập Đại Trung Văn Kim Khúc, Ca khúc Nhân khí YAHOO! Tìm kiếm Nhân khí và nhiều giải khác.

### 2016 - 2018: Thời kỳ ổn định
Năm 2016, sự nghiệp ca hát của Châu Bách Hào về trạng thái nghỉ ngơi, cả năm không ra album, không ra bài hát mới, trên YouTube cũng không có hoạt động gì lớn, cả năm chỉ quay phim điện ảnh "Good Take" và "Bà Xã Tôi Là Minh Tinh" (我老婆係明星). Cùng năm, Châu Bách Hào sáng lập thương hiệu thời trang CATXMAN của mình, đến ngày 26 tháng 11 cùng năm, kết hôn với bạn gái hẹn hò 8 năm Stephanie Chu Mẫn Quân tại Phuket, Thái Lan.
Năn 2017, Châu Bách Hào trở lại làng nhạc, còn hai tuần lại phát hành một bài hát mới, trong tháng 1 tung ra bài hát "Còn Sống Mọt Ngày" (有生一天) và bài hát quán quân "Cuối Cùng Chúng Ta" (終於我們) hợp tác cùng Sầm Ninh Nhi, tháng 2 ra bài hát "How Do I Look" và bài hát quán quân "Gần Một Ngàn Dặm" (近在千里) hợp tác cùng Vệ Lan, tháng 3 ra bài hát "Nova" (怒花) và "Kiêu" (囂), còn trong tháng 4 ra bài hát "Touchscreen" và ra album mới "One Step Closer" vào ngày 7 tháng 4, chỉ trong 4 tháng hoàn thành một album. Để mừng kỷ niệm ra mắt 10 năm, Châu Bách Hào mở liên tiếp 3 đêm concert ONE STEP CLOSER tại Hồng Quán, mời Trương Chí Lâm, Huỳnh Thúy Như, Hứa Chí An, Trịnh Dung, nhóm ILUB và Thái Trác Nghiên làm khách mời.
Ngày 15 tháng 6, phim điện ảnh "77 Lần Tha Thứ Anh Ấy" (原諒他77次) của Châu Bách Hào và Thái Trác Nghiên lần đầu hợp tác được công chiếu, doanh thu phòng vé vượt 10 triệu đô la Hồng Kông trong một tuần. Hai người còn phát hành ca khúc song ca "Xin Em Hãy Yêu Anh" (請你愛我) vào ngày 25 tháng 4.
Tháng 6 năm 2017, Châu Bách Hào và Warner Muisic kết thúc hợp đồng không ký thêm nữa, chính thức rời Warner Music. Vào ngày 26 tháng 6 tiếp tục ra ba bài hát tiếng Phổ thông mới là "Trực Ngoại Tuyến" (上下線), "Tình Yêu Đầy Màu Sắc" (愛是彩色的) và "Ánh Trăng Nồng Thắm" (月光濃湯) và ngày 27 tháng 6 bắt đầu tung ra 3 phim ngắn "One Step Closer" trong liên tiếp 3 ngày. Châu Bách Hào trong nửa năm 2017 đã ra 11 bài hát mới.
Ngày 11 tháng 7 năm 2017, Châu Bách Hào gia nhập Giải trí Tinh Mộng đồng thời gia nhập TVB New Media, khiến sự nghiệp một lần nữa lên đỉnh cao. Ông chủ Tinh Mộng Hà Triết Đồ trong buổi ra mắt báo chí nhiều lần cường điệu muốn khiến Châu Bách Hào thành minh tinh, không chỉ là một ca sĩ. Hà Triết Đồ còn nói sẽ khiến Châu Bách Hào thành minh tinh quốc tế, phải làm đến nơi nào có người Hoa cũng đều biết.
Ngày 18 tháng 9 năm 2017, bộ phim TVB "Sứ Đồ Hành Giả 2" Châu Bách Hào diễn phát sóng, diễn vai Lạc Thiếu Phong, còn hát nhạc chủ đề "Thiên Võng" (天網). Ngày 23 tháng 9 năm 2017, cử hành trạm đầu tiên của tour concert One Step Closer Pakho Live 2017 tại Nhà thi đấu Quảng Châu. Sau đó nói vì bộ phim "Sứ Đồ Hành Giả 2" mà cảm nhận được uy lực của truyền hình, bây giờ ra đường thường được gọi là "Lạc Thiếu", cả bà già cũng muốn chụp ảnh cùng. Ca khúc "Thiên Võng" còn là ca khúc đầu tiên của Châu Bách Hào đạt quán quân ba đài từ khi trở lại làng nhạc.
Trong lễ trao giải cuối năm 2017, Châu Bách Hào bằng ca khúc "Thiên Võng" đã càn quét nhiều giải thưởng ca sĩ và ca khúc khác nhau, được giải Ca sĩ nhạc pop xuất sắc Thập Đại Trung Văn Kim Khúc, Nam ca sĩ Tân Thành Kình Bạo, Ca sĩ Nhân khí cao nhất Kình Ca Kim Khúc và nhiều giải khác. Ca khúc nổi tiếng "Thiên Võng" còn được giải Top 10 Ca khúc tiếng Hoa Thập Đại Trung Văn Kim Khúc, Ca khúc Tân Thành Kình Bạo, Ca khúc Kình Ca Kim Khúc và nhiều giải khác.
Ngày 8 tháng 1 năm 2018, châu Bách Hào diễn chính phim chiếu mạng Đại Lục "Đấu Chiến Thắng Phật 2", diễn vai Tôn Ngộ Không, lần đầu cùng Trương Hinh Dư hợp tác. Ngày 20 tháng 1, cử hành đêm thứ 5 concert "One Step Closer Pakho Live 2017", địa điểm là Sân vận động Phật Sơn, Nam Hải.
Ngày 11 tháng 4, Châu Bách Hào tung ra teaser bài hát "Phía Sau Người Đàn Ông" (男人背後). Ngày 16 tháng 4 bài hát "Phía Sau Người Đàn Ông" chính thức phát hành trên các nền tảng âm nhạc, trở thành bài hát thứ ba của Châu BÁch Hào được quán quân 4 đài.

### 2019 - nay: Ca hát truyền hình đỉnh cao
Ngày 25 tháng 11 năm 2019, bộ phim khánh đài TVB "Người Vợ Đa Năng" (多功能老婆) được phát sóng, diễn vai nam chính Vinh Hạo Điền, với thiên hậu ca ảnh thị Dương Thiên Hoa diễn tình chị em trên màn ảnh, còn hát nhạc cuối phim "Để Tình Yêu Bay Cao" (讓愛高飛), được khán giả yêu thích với hơn 11 triệu views trên YouTube.
Ngày 12 tháng 1 năm 2020, Châu Bách Hào bằng vai nam chính Vinh Hạo Điền trong "Người Vợ Đa Năng" được giải Nam Nhân vật Truyền hình được yêu thích nhất và bằng ca khúc "Để Tình Yêu Bay Cao" đạt giải Ca khúc nhạc phim được yêu thích nhất, còn và top 5 Nam diễn viên chính xuất sắc nhất tại Lễ trao giải Thường niên TVB 2019.
Ngày 18 tháng 1 năm 2020, Châu Bách Hào tại Lễ trao giải Kình Ca Kim Khúc 2019 đạt giải Nam Ca sĩ được yêu thích nhất, và bằng ca khúc "Để Tình Yêu Bay Cao" đạt giải Kình Ca Kim Khúc.
Cuối năm 2020, "Đời Sau Tai Kiếp" (劫後餘生) trở thành bài hát thứ tư của Châu Báhh Hào được quán quân 4 đài. Ngày 16 tháng 1 năm 2021, Châu Bách Hào tại Lễ trao giải Thập Đại Trung Văn Kim Khúc lần thứ 43 đạt giải Vàng Nam ca sĩ Thập Đại Trung Văn Kim Khúc, trở thành ca sĩ đầu tiên trực thuộc Tinh Mộng giành được giải thưởng ca sĩ danh giá nhất của ba đài khác ngoài TVB.
Ngày 17 tháng 1 năm 2021, Châu Bách Hào tại Lễ trao giải Kình Ca Kim Khúc 2020, cả năm bằng bài hát quán quân 4 đài "Đời Sau Tai Kiếp" đồng thời giành được giải Nam Ca sĩ được yêu thích nhất và Nam Ca sĩ thể hiện tốt nhất, đã lập kỷ lục về số lượng bài hát được phát hành ít nhất trong năm, chỉ có một bài hát mới được phát hành, và giành được hai giải thưởng lớn. Châu Bách Hào đã lập thành tích khủng trong 3 lễ trao giải lớn, trở thành nam ca sĩ có nhiều giải thưởng nhất năm 2020.
Tháng 4 năm 2021, Châu Bách Hào đảm nhiệm huấn luyện viên đội Đỏ trong show tuyển tú "Thanh Mộng Truyền Kỳ" của TVB., từ đó được gọi là "thầy Bách Hào". 11 tháng 7 năm 2021, MV nhạc chủ đề Thế vận hội Toko 2020 của TVB "Đoạt Kim" của toàn bộ học viên và huấn luyện viên Thanh Mộng Truyền Kỳ được công chiếu trên Youtube. Từ 12 dến 15 tháng 8, huấn luyện viên và học viên Thanh Mộng Truyền Kỳ cử hành 4 đêm concert "Thanh · Mộng Phi Hành First Live On Stage" ở Sân vận động MacPherson Vượng Giác, Châu Bách Hào xuất hiện ở đêm thứ hai và đêm cuối cùng hát "Cam Tâm Thay Thế Em" và Tuyên Ngôn Của Tôi" cùng Hugo Huỳnh Dịch Bân. Tháng 9 cùng năm ra nhạc chủ đề phim "Hải Quan Tinh Anh" (把關者們) - "Qua Ải" (過關)

## Âm nhạc
Châu Bách Hào từ khi ra mắt đến nay đã phát hành 3 album phòng thu, 9 mini album (EP), 2 album tổng hợp, 2 album trực tiếp và 2 album kĩ thuật số.

### Mini album
| Album # | Ngày phát hành | Công ty phát hành           | Tên album                                                                 | Các bài hát |
| ------- | -------------- | --------------------------- | ------------------------------------------------------------------------- | --- |
| 1st     | 08.11.2007     | Warner Music & Starz People | Beginning                                                                 | Các bài hát 1. 同天空 - Cùng Bầu Trời 2. 哦 - Ồ 3. 想太多 - Nghĩ Quá Nhiều 4. 六天 - Sáu Ngày 5. 同天空 - Cùng Bầu Trời（Different Color Mix） |
| 2nd     | 21.08.2008     | Warner Music & Starz People | Continue                                                                  | CD 1. 一事無成 - Nhất Sự Vô Thành (feat. Trịnh Dung) 2. 最後的三分十六 - Ba Phút Mười Sáu Giây Cuối Cùng 3. Humming 4. 宏願 - Hoành Nguyện 5. 傻小子 - Chàng Trai Ngốc 6. 一拖再拖 - Thả Rồi Lại Kéo DVD 1. 宏願 - Hoành Nguyện MV 2. 最後的三分十六 - Ba Phút Mười Sáu Giây Cuối Cùng MV 3. 一事無成 - Nhất Sự Vô Thành MV 4. 傻小子 - Chàng Trai Ngốc MV |
| 3rd     | 20.08.2010     | Warner Music & Starz People | Remembrance                                                               | CD 1. 傑出青年 - Thanh Niên Kiệt Xuất 2. 最好不過 - Tốt Nhất Trên Đời 3. 乞丐王子 - Hoàng Tử Ăn Xin 4. 走狗 - Chó Săn 5. 我不要被你記住 - Anh Không Muốn Bị Em Lãng Quên DVD 1. 我不要被你記住 - Anh Không Muốn Bị Em Lãng Quên 2. 乞丐王子 - Hoàng Tử Ăn Xin 3. 最好不過 - Tốt Nhất Trên Đời |
| 3rd     | 20.08.2010     | Warner Music & Starz People | Remembrance (bản đặc biệt)                                                | CD 1. 傑出青年 - Thanh Niên Kiệt Xuất 2. 最好不過 - Tốt Nhất Trên Đời 3. 乞丐王子 - Hoàng Tử Ăn Xin 4. 走狗 - Chó Săn 5. 我不要被你記住 - Anh Không Muốn Bị Em Lãng Quên DVD 1. 我不要被你記住 - Anh Không Muốn Bị Em Lãng Quên 2. 乞丐王子 - Hoàng Tử Ăn Xin 3. 最好不過 - Tốt Nhất Trên Đời |
| 4th     | 23.06.2011     | Warner Music & Starz People | 本体分裂 - Bản Thể Phân Liệt                                              | CD 1. 黑 - Hắc 2. 同林 - Đồng Lâm 3. Smiley Face 4. 今天應該很快樂 - Cho Nên Hôm Nay Rất Vui 5. 後援 - Hậu Viện 6. Daylight - Trời Sáng（Hidden Track） DVD 1. 黑 - Hắc MV 2. Smiley Face MV 3. 後援 - Hậu Viện MV |
| 4th     | 23.06.2011     | Warner Music & Starz People | 本体分裂 - Bản Thể Phân Liệt (bản giới hạn đặc biệt)                      | CD 1. 黑 - Hắc 2. 同林 - Đồng Lâm 3. Smiley Face 4. 今天應該很快樂 - Cho Nên Hôm Nay Rất Vui 5. 後援 - Hậu Viện 6. Daylight - Trời Sáng（Hidden Track） DVD 1. 黑 - Hắc MV 2. Smiley Face MV 3. 後援 - Hậu Viện MV |
| 4th     | 23.06.2011     | Warner Music & Starz People | 本体分裂 - Bản Thể Phân Liệt (bản giới hạn đặc biệt) (CD + Moov Live DVD) | CD 1. 黑 - Hắc 2. 同林 - Đồng Lâm 3. Smiley Face 4. 今天應該很快樂 - Cho Nên Hôm Nay Rất Vui 5. 後援 - Hậu Viện 6. Daylight - Trời Sáng（Hidden Track） DVD 周柏豪 Moov Live 2011 1. 黑 - Hắc 2. 最後的 3分16 - Ba Phút Mười Sáu Giây Cuối Cùng 3. 同天空 - Cùng Bầu Trời 4. 同林 - Đồng Lâm 5. 傻小子 - Chàng Trai Ngốc 6. 想太多 - Nghĩ Quá Nhiều 7. 陳某 - Trần Mỗ 8. 今天應該很快樂 - Cho Nên Hôm Nay Rất Vui 9. 走狗 - Chó Săn 10. Smiley Face 11. 後援 - Hậu Viện Music Video 1. 黑 - Hắc 2. Smiley Face 3. 後援 - Hậu Viện |
| 5th     | 12.01.2012     | Warner Music & Starz People | Get Well Soon                                                             | Các bài hát 1. 天光 - Trời Sáng 2. 起跳 - Nhảy Qua 3. 金 - Kim 4. 拿愛情給我 - Lấy Cho Tôi Tình Yêu 5. 只有一事不成全你 - Chỉ Có Một Việc Không Thêt Theo Ý Cậu 6. 錯配 - Phối Sai（tiếng Phổ thông） |
| 5th     | 23.02.2012     | Warner Music & Starz People | Get Well Soon (CD + DVD)                                                  | CD 1. 天光 - Trời Sáng 2. 起跳 - Nhảy Qua 3. 金 - Kim 4. 拿愛情給我 - Lấy Cho Tôi Tình Yêu 5. 只有一事不成全你 - Chỉ Có Một Việc Không Thể Theo Ý Cậu 6. 錯配 - Phối Sai（tiếng Phổ thông） DVD 1. 天光 - Trời Sáng MV 2. 金 - Kim MV 3. 只有一事不成全你 - Chỉ Có Một Việc Không Thể Theo Ý Cậu MV |
| 5th     | 23.02.2012     | Warner Music & Starz People | Get Well Soon (bản giới hạn tặng kèm ốp điện thoại iPhone PAKHO mạ vàng)  | CD 1. 天光 - Trời Sáng 2. 起跳 - Ngảy Qua 3. 金 - Kim 4. 拿愛情給我 - Lấy Cho Tôi Tình Yêu 5. 只有一事不成全你 - Chỉ Có Một Việc Không Thể Theo Ý Cậu 6. 錯配 - Phối Sai（tiếng Phổ thông） DVD 1. 天光 - Trời Sáng MV 2. 金 - Kim MV 3. 只有一事不成全你 - Chỉ Có Một Việc Không Thể Theo Ý Cậu MV |
| 6th     | 25.03.2014     | Warner Music & Starz People | 同行 - Đồng Hành                                                          | Các bài hát 1. 異能 - Dị Năng 2. 著地 - Trứ Địa 3. 同行 - Đồng Hành 4. 傳聞 - Tin Đồn 5. 小孩 - Đứa Trẻ 6. 天窗 - Thiên Song（bản hợp xướng）（feat. Dung Tổ Nhi） |
| 7th     | 24.04.2015     | Warner Music & Starz People | WHITE                                                                     | Các bài hát 1. 前言 - Lời Nói Đầu 2. 小白 - Tiểu Bạch 3. 上次講到 - Lần Trước Nói Đến 4. 百年不合 - Trăm Năm Không Hợp 5. 我不動 - Tôi Bất Động 6. 天不怕地不怕 - Trời Không Sợ Đất Không Sợ 7. 犯同樣的錯 - Phạm Sai Lầm Giống Nhau（tiếng Phổ thông） |
| 7th     | 29.04.2015     | Warner Music & Starz People | WHITE (bản giới hạn) （tặng kèm sạc dự phòng PH Logo）                    | Các bài hát 1. 前言 - Lời Nói Đầu 2. 小白 - Tiểu Bạch 3. 上次講到 - Lần Trước Nói Đến 4. 百年不合 - Trăm Năm Không Hợp 5. 我不動 - Tôi Bất Động 6. 天不怕地不怕 - Trời Không Sợ Đất Không Sợ 7. 犯同樣的錯 - Phạm Sai Lầm Giống Nhau（tiếng Phổ thông） |
| 8th     | 27.11.2015     | Warner Music & Starz People | Roundabout                                                                | Các bài hát 1. 相安無事 - Tương An Vô Sự 2. 天下大亂 - Thiên Hạ Đại Loạn 3. 露齒 - Lộ Xỉ 4. 磨牙 - Nghiến Răng 5. 鞦韆 - Xích Đu（tiếng Phổ thông） 6. 等不到 - Đợi Không Được（nhạc chủ đề - RTHK 2 Gimme 5 "Đường Thất Thái Không Trạm"） 7. Now I Know（nhạc chủ đề Concert Rock Your Dream） |
| 9th     | 07.04.2017     | Warner Music & Starz People | One Step Closer                                                           | Các bài hát 1. 囂 - Kiêu 2. How Do I Look (feat. Shimica) 3. 有生一天 - Còn Sống Một Ngày 4. 近在千里 - Ở Gần Ngàn Dặm (feat. Janice Vidal) 5. 終於我們 - Cuối Cùng Chúng Ta (One Step Closer) (feat. Yoyo Sham) 6. Touchscreen 7. 怒花 - Nova |

### Album phòng thu
| Album # | Ngày phát hành | Công ty phát hành                                            | Tên album             | Các bài hát |
| ------- | -------------- | ------------------------------------------------------------ | --------------------- | --- |
| 1st     | 30.08.2013     | Warner Music & Starz People                                  | 8                     | CD 1. 雙.對 - Giường. Đôi 2. 我的宣言 - Tuyên Ngôn Của Tôi 3. 放過自己 - Bỏ Qua Bản Thân 4. 摔角 - Suất Giác 5. 雙人床的空位 - Chỗ Trống Trên Chiếc Giường Đôi 6. 00:08:00 7. 妳還怕大雨嗎 - Em Còn Sợ Mưa Lớn Không（tiếng Phổ thông） 8. 摔角 - Suất Giác（Big Shot Version） DVD 1. 雙.對 - Giường. Đôi MV 2. 我的宣言 - Tuyên Ngôn Của Tôi MV 3. 摔角 - Suất Giác MV 4. 妳還怕大雨嗎 - Em Còn Sợ Mưa Lớn Không MV                      |
| 2nd     | 16.09.2014     | Warner Music & Starz People                                  | Keep Going            | Các bài hát 1. 自由意志 - Ý Chí Tự Do 2. 莫失莫忘 - Mạc Thất Mạc Vong 3. Colors（Instrumental） 4. 還記得 - Vẫn Còn Nhớ 5. 歹角 - Đãi Giác 6. 阿鈍 - Tên Ngốc 7. 現在已夜深 - Hiện Đã Là Đêm Khuya 8. Jupiter（Instrumental） 9. 關於我們 - Thuộc Về Chúng Ta 10. 日落日出 - Mặt Trời Mọc Mặt Trời Lặn（feat. Liên Thi Nhã） 11. 簡約 - Đơn Giản 12. 你是我的未來 - Em Là Tương Lai Của Anh (tiếng Phổ thông)                              |
| 3rd     | 10.12.2018     | The Voice Entertainment Group & TVB New Media & Starz People | All About Love 關於愛 | Các bài hát 1. 男人背後 - Phía Sau Người Đàn Ông 2. 老少平安 - Lão Thiếu Bình An 3. 乒乓 - Binh Bàng 4. 比薩斜塔 - Tháp Nghiêng Pisa 5. 最後召集 - Tối Hậu Triệu Tập 6. 背後女人 - Người Phụ Nữ Phía Sau（feat. Dương Thiên Hoa） 7. 天網 - Thiên Võng（nhạc chủ đề phim truyền hình TVB "Sứ Đồ Hành Giả 2"） 8. 烏托邦 - Mộng Tưởng Quốc（nhạc chủ đề phim truyền hình TVB "Tái Sáng Thế Kỷ"） 9. 米飯香 - Mùi Cơm Thơm (tiềng Phổ thông) |
| 4th     |                | The Voice Entertainment Group & TVB New Media & Starz People |                       | Các bài hát 1. 讓愛高飛 - Để Tình Yêu Bay Cao（nhạc phim truyền hình TVB "Người Vợ Đa Năng） |

### Album tổng hợp
| Album # | Ngày phát hành | Công ty phát hành           | Tên album                                                          | Các bài hát |
| ------- | -------------- | --------------------------- | ------------------------------------------------------------------ | --- |
| 1st     | 13.07.2009     | Warner Music & Starz People | Follow                                                             | CD 1. Lovin' You（bài mới） 2. 報告總司令 - Báo Cáo Tổng Tư Lệnh（bài mới） 3. 陳某 - Trần Mỗ（bài mới） 4. 夠鐘 - Đến Lúc Rồi （bài mới） 5. 同天空 - Cùng Bầu Trời 6. 宏願 - Hoành Nguyện 7. 想太多 - Nghĩ Quá Nhiều 8. 一事無成 - Nhất Sự Vô Thành 9. 最後的三分十六 - Ba Phút Mười Sáu Giây Cuối Cùng 10. 六天 - Sáu Ngày 11. 傻小子 - Chàng Trai Ngốc 12. 一拖再拖 - Kéo Rồi Lại Kéo 13. 哦 - Ồ DVD 1. Lovin' You（bài mới） 2. 報告總司令 - Báo Cáo Tổng Tư Lệnh（bài mới） 3. 陳某 - Trần Mỗ（bài mới） 4. 夠鐘 - Đến Lúc Rồi（bài mới） |
| 2nd     | 18.12.2012     | Warner Music & Starz People | Imperfect Collection                                               | Disc 1 1. Imperfect（bài mới） 2. 無力挽回 - Vô Lực Vãn Hồi（bài mới） 3. 我不要被你記住 - Anh Không Muốn Bị Em Lãng Quên 4. 錯配 - Phối Sai 5. 最後的三分十六 - Ba Phút Mười Sáu Giây Cuối Cùng 6. 黑 - Hắc 7. 天光 - Trời Sáng 8. 同天空 - Cùng Bầu Trời 9. 陳某 - Trần Mỗ 10. 想太多 - Nghĩ Quá Nhiều 11. 傻小子 - Chàng Trai Ngốc 12. 同林 - Đồng Lâm 13. 只有一事不成全你 - Chỉ Có Một Việc Không Thể Theo Ý Cậu Disc 2 1. 斬立決 - Trảm Lập Quyết（bài mới） 2. Smiley Face 3. 六天 - Sáu Ngày 4. 宏願 - Hoành Nguyện 5. 今天應該很快樂 - Cho Nên Hôm Nay Rất Vui 6. 拿愛情給我 - Lấy Cho Tôi Tình Yêu 7. 夠鐘 - Đến Lúc Rồi 8. 一事無成 - Nhất Sự Vô Thành（feat. Trịnh Dung） 9. 報告總司令 - Báo Cáo Tổng Tư Lệnh 10. 後援 - Hậu Viện 11. 乞丐王子 - Hoàng Tử Ăn Xin 12. 金 - Kim 13. 最好不過 - Tốt Nhất Không Qua 14. 無力挽回 - Vô Lực Vãn Hồi (Imperfect Mix)（bài mới phiên bản iTunes hạn định） |
| 2nd     | 28.12.2012     | Warner Music & Starz People | Imperfect Collection (2CD+iPhone 4/4s Leather Case) (bản biệt chú) | Disc 1 1. Imperfect（bài mới） 2. 無力挽回 - Vô Lực Vãn Hồi（bài mới） 3. 我不要被你記住 - Anh Không Muốn Bị Em Lãng Quên 4. 錯配 - Phối Sai 5. 最後的三分十六 - Ba Phút Mười Sáu Giây Cuối Cùng 6. 黑 - Hắc 7. 天光 - Trời Sáng 8. 同天空 - Cùng Bầu Trời 9. 陳某 - Trần Mỗ 10. 想太多 - Nghĩ Quá Nhiều 11. 傻小子 - Chàng Trai Ngốc 12. 同林 - Đồng Lâm 13. 只有一事不成全你 - Chỉ Có Một Việc Không Thể Theo Ý Cậu Disc 2 1. 斬立決 - Trảm Lập Quyết（bài mới） 2. Smiley Face 3. 六天 - Sáu Ngày 4. 宏願 - Hoành Nguyện 5. 今天應該很快樂 - Cho Nên Hôm Nay Rất Vui 6. 拿愛情給我 - Lấy Cho Tôi Tình Yêu 7. 夠鐘 - Đến Lúc Rồi 8. 一事無成 - Nhất Sự Vô Thành（feat. Trịnh Dung） 9. 報告總司令 - Báo Cáo Tổng Tư Lệnh 10. 後援 - Hậu Viện 11. 乞丐王子 - Hoàng Tử Ăn Xin 12. 金 - Kim 13. 最好不過 - Tốt Nhất Không Qua 14. 無力挽回 - Vô Lực Vãn Hồi (Imperfect Mix)（bài mới phiên bản iTunes hạn định） |
| 2nd     | 28.12.2012     | Warner Music & Starz People | Imperfect Collection (2CD+iPhone 5 Leather Case) (bản biệt chú)    | Disc 1 1. Imperfect（bài mới） 2. 無力挽回 - Vô Lực Vãn Hồi（bài mới） 3. 我不要被你記住 - Anh Không Muốn Bị Em Lãng Quên 4. 錯配 - Phối Sai 5. 最後的三分十六 - Ba Phút Mười Sáu Giây Cuối Cùng 6. 黑 - Hắc 7. 天光 - Trời Sáng 8. 同天空 - Cùng Bầu Trời 9. 陳某 - Trần Mỗ 10. 想太多 - Nghĩ Quá Nhiều 11. 傻小子 - Chàng Trai Ngốc 12. 同林 - Đồng Lâm 13. 只有一事不成全你 - Chỉ Có Một Việc Không Thể Theo Ý Cậu Disc 2 1. 斬立決 - Trảm Lập Quyết（bài mới） 2. Smiley Face 3. 六天 - Sáu Ngày 4. 宏願 - Hoành Nguyện 5. 今天應該很快樂 - Cho Nên Hôm Nay Rất Vui 6. 拿愛情給我 - Lấy Cho Tôi Tình Yêu 7. 夠鐘 - Đến Lúc Rồi 8. 一事無成 - Nhất Sự Vô Thành（feat. Trịnh Dung） 9. 報告總司令 - Báo Cáo Tổng Tư Lệnh 10. 後援 - Hậu Viện 11. 乞丐王子 - Hoàng Tử Ăn Xin 12. 金 - Kim 13. 最好不過 - Tốt Nhất Không Qua 14. 無力挽回 - Vô Lực Vãn Hồi (Imperfect Mix)（bài mới phiên bản iTunes hạn định） |

### Ablum kĩ thuật số
| Album # | Ten album             | Ngày phát hành | Các bài hát |
| ------- | --------------------- | -------------- | --- |
| 1st     | iTunes Session 周柏豪 | 02.09.2014     | Các bài hát 1. 現在已夜深 - Hiện Đã Là Đêm Khuya 2. 天窗 - Thiên Song 3. 到此為止 - Đến Đây Chấm Dứt 4. Lovin' You 5. 我的宣言 - Tuyên Ngôn Của Tôi |
| 2nd     | iTunes Session Part.2 | 16.12.2014     | Các bài hát 1. 最好不過 - Tốt Nhất Không Qua 2. 謝謝你離開 - Cảm Ơn Em Ra Đi 3. 只有一事不成全你 - Chỉ Có Một Việc Không Thể Theo Ý Cậu             |

### Album trực tiếp
| Album # | Tên album                      | Ngày phát hành | Các bài hát |
| ------- | ------------------------------ | -------------- | --- |
| 1st     | Imperfect Live 2013 Collection | 23.04.2013     | DVD (Disc 1) 1. Opening+黑 - Mở đầu + Hắc 2. 斬立決 - Trảm Lập Quyết 3. 報告總司令 - Báo Cáo Tổng Tư Lệnh 4. 同天空 - Cùng Bầu Trời 5. 六天 - Sáu Ngày 6. 夠鐘 - Đến Lúc Rồi 7. Smiley Face 8. 宏願 - Hoành Nguyện 9. Intermission Video + Piano 10. 最後的三分十六 - Ba Phút Mười Sáu Giây Cuối Cùng 11. 乞丐王子 - Hoàng Tử Ăn Xin 12. 今天應該很快樂 - Cho Nên Hôm Nay Rất Vui 13. 金 - Kim DVD (Disc 2) 1. 一事無成 - Nhất Sự Vô Thành（feat. Liên Thi Nhã） 2. 到此為止 - Đến Đây Chấm Dứt（Liên Thi Nhã） 3. 同林 - Đồng Lâm 4. 命案 - Mệnh Án 5. 傻小子 - Chàng Trai Ngốc 6. 櫻花樹下 - Anh Hoa Thụ Hạ（feat. Trương Kính Hiên） 7. 天光 - Trời Sáng 8. 最好不過 - Tốt Nhất Không Qua 9. 只有一事不成全你 - Chỉ Có Một Việc Không Thể Theo Ý Cậu（Feat. Jons） 10. 無力挽回 - Vô Lực Vãn Hồi 11. Imperfect Encore: 1. 起跳 - Nhảy Qua 2. 陳某 - Trần Mỗ 3. 後援 - Hậu Viện 4. Imperfect Live 製作花絮 - Imperfect Live sáng tác bên lề CD (Disc 1) 1. Opening+黑 - Mở đầu + Hắc 2. 斬立決 - Trảm Lập Quyết 3. 報告總司令 - Báo Cáo Tổng Tư Lệnh 4. 同天空 - Cùng Bầu Trời 5. 六天 - Sáu Ngày 6. 夠鐘 - Đến Lúc Rồi 7. Smiley Face 8. 宏願 - Hoành Nguyện 9. Intermission Video + Piano 10. 最後的三分十六 - Ba Phút Mười Sáu Giây Cuối Cùng 11. 乞丐王子 - Hoàng Tử Ăn Xin 12. 今天應該很快樂 - Cho Nên Hôm Nay Rất Vui 13. 金 - Kim CD (Disc 2) 1. 一事無成 - Nhất Sự Vô Thành（feat. Liên Thi Nhã） 2. 到此為止 - Đến Đây Chấm Dứt（Liên Thi Nhã） 3. 同林 - Đồng Lâm 4. 命案 - Mệnh Án 5. 傻小子 - Chàng Trai Ngốc 6. 櫻花樹下 - Anh Hoa Thụ Hạ（feat. Trương Kính Hiên） 7. 天光 - Trời Sáng 8. 最好不過 - Tốt Nhất Không Qua 9. 只有一事不成全你 - Chỉ Có Một Việc Không Thể Theo Ý Cậu（Feat. Jons） 10. 無力挽回 - Vô Lực Vãn Hồi 11. Imperfect Encore: 1. 起跳 - Nhảy Qua 2. 陳某 - Trần Mỗ 3. 後援 - Hậu Viện |
| 2nd     | Colors of Life Concert 2014    | 29.01.2015     | DVD 1 1. Prologue - Lời nói đầu 2. 異能 - Dị năng 3. 摔角 - Suất Giác 4. 歹角 - Đãi Giác 5. 報告總司令 - Báo Cáo Tổng Tư Lệnh 6. Imperfect 7. 後援 - Hậu Viện 8. 天光 - Trời Sáng（với Extended Outro） 9. 00:07:00（Interlude） 10. 00:08:00 11. 黑 - Hắc 12. Medley：現在已夜深 / 六天 / Smiley Face - Liên khúc: Hiện Đã Là Đêm Khuya / Sáu Ngày / Smiley Face 13. 我的宣言 - Tuyên Ngôn Của Tôi 14. 我不要被你記住 - Anh Không Muốn Bị Em Lãng Quên 15. 傳聞 - Tin Đồn 16. 無力挽回 - Vô Lực Vãn Hồi 17. 宏願 - Hoành Nguyện DVD 2 1. Overture - Khúc mở màn 2. 今天應該很快樂 - Cho Nên Hôm Nay Rất Vui 3. 只有一事不成全你 - Chỉ Có Một Việc Không Thể Theo Ý Cậu 4. 同行 - Đồng Hành 5. 金 - Kim 6. 起跳 - Nhảy Qua 7. 同天空 - Cùng Bầu Trời 8. Keep Going Overture 9. 自由意志 - Ý Chí Tự Do 10. 夠鐘 - Đến Lúc Rồi 11. 一事無成 - Nhất Sựu Vô Thành（feat. Celine Dương Khải Ngưng） 12. 到此為止 - Đến Đây Chấm Dứt 13. 傻小子 - Chàng Trai Ngốc 14. 最好不過 - Tốt Nhất Không Qua 15. （Bonus Track）天窗 - Thiên Song（feat. Dung Tổ Nhi） 16. （Bonus Track）滾 - Cuộn （feat. Dương Thiên Hoa） 17. （Bonus）Colors of Life - Making O CD 1 1. 異能 - Dị Năng 2. 摔角 - Suất Giác 3. 歹角 - Đãi Giác 4. Imperfect 5. 後援 - Hậu Viện 6. 天光 - Trời Sáng 7. 00:08:00 8. 黑 - Hắc 9. Medley：現在已夜深 / 六天 / Smiley Face - Liên khúc: Hiện Đã Là Đêm Khuya / Sáu Ngày / Smiley Face 10. 我的宣言 - Tuyên Ngôn Của Tôi 11. 我不要被你記住 - Anh Không Muốn Bị Em Lãng Quên 12. 傳聞 - Tin Đồn 13. 無力挽回 - Vô Lực Vãn Hồi 14. 宏願 - Hoành Nguyện CD 2 1. Overture - Khúc mở màn 2. 今天應該很快樂 - Cho Nên Hôm Nay Rất Vui 3. 只有一事不成全你 - Chỉ Có Một Việc Không Thể Theo Ý Cậu 4. 同行 - Đồng Hành 5. 金 - Kim 6. 起跳 - Nhảy Qua 7. 同天空 - Cùng Bầu Trời 8. Keep Going Overture 9. 自由意志 - Ý Chí Tự Do 10. 夠鐘 - Đến Lúc Rồi 11. 一事無成 - Nhất Sựu Vô Thành（feat. Celine Dương Khải Ngưng） 12. 到此為止 - Đến Đây Chấm Dứt 13. 傻小子 - Chàng Trai Ngốc 14. 最好不過 - Tốt Nhất Không Qua 15. （Bonus Track）天窗 - Thiên Song（feat. Dung Tổ Nhi） 16. （Bonus Track）滾 - Cuộn （feat. Dương Thiên Hoa） |

### Ca khúc khác
1. 《數碼超能量》- 無綫卡通片《數碼暴龍DS》主題曲 - 《Con Số Siêu Năng Lượng》- nhạc chủ đề《Con Số Bạo Long DS》
2. 《我們的使命》- 《Sứ Mệnh Của Chúng Ta》
3. 《童一天下》-《Đồng Nhất Thiên Hạ》- （với Phùng Hy Dư, Châu Tử Dương, Phương Gia Du hợp xướng）
4. 《日落日出》- 《Mặt Trời Mọc Mặt Trời Lặn》(feat. Liên Thi Nhã)
  - 《日落日出》- 《Mặt Trời Mọc Mặt Trời Lặn》
  - 《日落日出》- 《Mặt Trời Mọc Mặt Trời Lặn》- Christmas Morning Remix
  - 《日落日出》- 《Mặt Trời Mọc Mặt Trời Lặn》- Christmas Evening Remix
5. 《如果》電影《販賣。愛 I Sell Love 》主題曲 - 《Nếu Như》- nhạc chủ đề phim điện ảnh 《Tôi Bán Tình Yêu 》
6. 《天下大亂之密室謀殺事件》- 《Thiên Hạ Đại Loạn Chi Mật Thất Mưu Sát Sự Tình》(hát cùng Jude Tsang)
7. 《不可能》電影《我老婆係眀星》主題曲 - 《Không Thể Nào》- nhạc chủ đề phim điện ảnh 《Bà Xã Tôi Là Minh Tinh》
8. 《請你愛我》電影《原諒他77次》主題曲 -《Xin Em Hãy Yêu Anh》- nhạc chủ đề phim điện ảnh《77 Lần Tha Thứ Cho Anh Ấy》
9. 《上下線》微電影 One Step Closer歌曲 - 《Ngoại Trực Tuyến》- phim ngắn ca khúc One Step Closer
10. 《月光濃湯》微電影 One Step Closer歌曲 - 《Ánh Trăng Nồng Thắm》- phim ngắn ca khúc One Step Closer
11. 《愛是彩色的》微電影 One Step Closer歌曲 - 《Tình Yêu Đầy Màu Sắc》- phim ngắn ca khúc One Step Closer

### Sáng tác âm nhạc

#### Tác phẩm cá nhân
| Ca khúc                                                 | Năm  | Album                                               | Sáng tác | Sáng tác | Sáng tác  | Sáng tác |
| Ca khúc                                                 | Năm  | Album                                               | Lời      | Nhạc     | Biên khúc | Giám chế |
| ------------------------------------------------------- | ---- | --------------------------------------------------- | -------- | -------- | --------- | -------- |
| 想太多 - Nghĩ Quá Nhiều                                 | 2007 | Benginning                                          | Yes      | Yes      | Yes       | No       |
| 同天空 - Cùng Bầu Trời                                  | 2007 | Benginning                                          | Yes      | No       | No        | No       |
| 哦 - Ồ                                                  | 2007 | Benginning                                          | Yes      | No       | No        | No       |
| 傻小子 - Chàng Trai Ngốc                                | 2008 | Continue                                            | No       | Yes      | Yes       | No       |
| 最後的三分十六 - Ba Phút Mười Sáu Giây Cuối Cùng        | 2008 | Continue                                            | Yes      | Yes      | Yes       | No       |
| 陳某 - Trần Mỗ                                          | 2009 | Follow                                              | Yes      | Yes      | Yes       | No       |
| 我不要被你記住 - Anh Không Muốn Bị Em Lãng Quên         | 2010 | Remembrance                                         | No       | Yes      | Yes       | No       |
| 最好不過 - Tốt Nhất Không Qua                           | 2010 | Remembrance                                         | No       | No       | Yes       | No       |
| Daylight - Trời Sáng                                    | 2011 | Bản Thể Phân Liệt                                   | Yes      | Yes      | Yes       | No       |
| 黑 - Hắc                                                | 2011 | Bản Thể Phân Liệt                                   | No       | Yes      | No        | No       |
| 同林 - Đồng Lâm                                         | 2011 | Bản Thể Phân Liệt                                   | No       | Yes      | No        | No       |
| 天光 - Trời Sáng                                        | 2012 | Get Well Soon                                       | No       | Yes      | No        | Yes      |
| 只有一事不成全你 - Chỉ Có Một Việc Không Thể Theo Ý Cậu | 2012 | Get Well Soon                                       | No       | Yes      | No        | Yes      |
| 錯配 - Phối Sai                                         | 2012 | Get Well Soon                                       | Yes      | Yes      | No        | Yes      |
| 無力挽回 - Vô Lực Vãn Hồi                               | 2012 | Imperfect Collection                                | No       | Yes      | No        | Yes      |
| Imperfect                                               | 2012 | Imperfect Collection                                | No       | Yes      | No        | Yes      |
| 雙．對 - Giường. Đôi                                    | 2013 | 8                                                   | No       | Yes      | Yes       | Yes      |
| 我的宣言 - Tuyên Ngôn Của Tôi                           | 2013 | 8                                                   | No       | Yes      | No        | Yes      |
| 妳還怕大雨嗎 - Em Còn Sợ Mưa Lớn Không                  | 2013 | 8                                                   | No       | Yes      | No        | No       |
| Let's Get It Right                                      | 2013 | Nhạc quảng cáo COMPASS VISA                         | No       | Yes      | No        | No       |
| 傳聞 - Tin Đồn                                          | 2014 | Đồng Hành                                           | No       | Yes      | No        | Yes      |
| 著地 - Trứ Địa                                          | 2014 | Đồng Hành                                           | No       | Yes      | No        | Yes      |
| 小孩 - Đứa Trẻ                                          | 2014 | Đồng Hành                                           | No       | Yes      | No        | Yes      |
| 自由意志 - Ý Chí Tự Do                                  | 2014 | Keep Going                                          | No       | Yes      | No        | Yes      |
| 你是我的未來 - Em Chính Là Tương Lai Của Anh            | 2014 | Keep Going                                          | No       | Yes      | No        | Yes      |
| 小白 - Tiểu Bạch                                        | 2015 | WHITE                                               | No       | Yes      | No        | No       |
| 天不怕地不怕 - Trời Không Sợ Đất Không Sợ               | 2015 | WHITE                                               | No       | Yes      | No        | No       |
| 天下大亂 - Thiên Hạ Đại Loạn                            | 2015 | Roundabout                                          | No       | Yes      | No        | No       |
| 等不到 - Đợi Không Được                                 | 2015 | Roundabout                                          | No       | Yes      | No        | No       |
| 不可能 - Không Thể Nào                                  | 2016 | Nhạc chủ đề phim điện ảnh《Bà Xã Tôi Là Minh Tinh》 | No       | Yes      | No        | No       |
| 終於我們 - Cuối Cùng Chúng Ta                           | 2017 | One Step Closer                                     | No       | Yes      | No        | No       |
| 男人背後 - Phía Sau Người Đàn Ông                       | 2018 | All About Love                                      | No       | Yes      | No        | No       |
| 背後女人 - Người Phụ Nữ Phía Sau                        | 2018 | All About Love                                      | No       | Yes      | No        | No       |

#### Nghệ sĩ khác
| # | Ca khúc                             | Năm  | Nghệ sĩ         | Album                 | Sáng tác | Sáng tác | Sáng tác  | Sáng tác |
| # | Ca khúc                             | Năm  | Nghệ sĩ         | Album                 | Lời      | Nhạc     | Biên khúc | Giám chế |
| - | ----------------------------------- | ---- | --------------- | --------------------- | -------- | -------- | --------- | -------- |
| 1 | 命案 - Mệnh Án                      | 2012 | Trần Bách Vũ    | Lost And Found        | No       | Yes      | No        | Yes      |
| 2 | 到此為止 - Đến Đây Chấm Dứt         | 2012 | Liên Thi Nhã    | Movin' On             | No       | Yes      | No        | Yes      |
| 3 | 謝謝你離開 - Cảm Ơn Anh Rời Đi      | 2012 | Quan Ân Na      | Wanna Be              | No       | Yes      | No        | Yes      |
| 4 | 天窗 - Thiên Song                   | 2013 | Dung Tổ Nhi     | 小日子 - Tiểu Nhật Tử | No       | Yes      | No        | No       |
| 5 | 奶油頌 - Nãi Du Tụng                | 2013 | Phùng Hy Dư     | —                     | No       | Yes      | Yes       | Yes      |
| 6 | 逆來順受 - Nghịch Đi Thuận Lại      | 2014 | Quan Tâm Nghiên | 說 - Nói              | No       | Yes      | No        | No       |
| 7 | Hero                                | 2016 | Trương Trí Lâm  | Hero                  | No       | Yes      | No        | No       |
| 8 | 不會有事的 - Sẽ Không Có Chuyện Đâu | 2017 | Liên Thi Nhã    | —                     | No       | Yes      | No        | No       |
| 9 | 那一年零一個月                      | 2017 | Huỳnh Thục Man  | —                     | No       | Yes      | No        | No       |

### Video âm nhạc
| 2007                                    | 六天 - Sáu Ngày                                         | Beginning                    | Tiếng Quảng     | 837,856    |
| 2007                                    | 同天空 - Cùng Bầu Trời                                  | Beginning                    | Tiếng Quảng     | 372,642    |
| 2008                                    | 一事無成 - Nhất Sự Vô Thành                             | Continue                     | Tiếng Quảng     | 1,412,637  |
| 2008                                    | 宏願 - Hoành Nguyện                                     | Continue                     | Tiếng Quảng     | 884,489    |
| 2009                                    | 夠鐘 - Đến Lúc Rồi                                      | Follow                       | Tiếng Quảng     | 2,050,293  |
| 2009                                    | Lovin' You                                              | Follow                       | Tiếng Quảng     | 89,074     |
| 2009                                    | 報告總司令 - Báo Cáo Tổng Tư Lệnh                       | Follow                       | Tiếng Quảng     | 86,491     |
| 2009                                    | 陳某 - Trần Mỗ                                          | Follow                       | Tiếng Quảng     | 88,558     |
| 2010                                    | 最好不過 - Tốt Nhất Không Qua                           | Remembrance                  | Tiếng Quảng     | 2,172,505  |
| 2010                                    | 我不要被你記住 - Anh Không Muốn Bị Em Lãng Quên         | Remembrance                  | Tiếng Quảng     | 62,759     |
| 2010                                    | 乞丐王子 - Hoàng Tử Ăn Xin                              | Remembrance                  | Tiếng Quảng     | 282,970    |
| 2011                                    | 黑 - Hắc                                                | 本体分裂 - Bản Thể Phân Liệt | Tiếng Quảng     | 267,568    |
| 2011                                    | Smiley Face                                             | 本体分裂 - Bản Thể Phân Liệt | Tiếng Quảng     | 1,451,163  |
| 2011                                    | 後援 - Hậu Viện                                         | 本体分裂 - Bản Thể Phân Liệt | Tiếng Quảng     | 232,329    |
| 2011                                    | 天光 - Trời Sáng                                        | Get Well Soon                | Tiếng Quảng     | 474,487    |
| 2011                                    | 起跳 - Nhảy Qua                                         | Get Well Soon                | Tiếng Quảng     | 425,546    |
| 2011                                    | 金 - Kim                                                | Get Well Soon                | Tiếng Quảng     | 268,801    |
| 2011                                    | 拿愛情給我 - Lấy Cho Tôi Tình Yêu                       | Get Well Soon                | Tiếng Quảng     | 674,181    |
| 2011                                    | 只有一事不成全你 - Chỉ Có Một Việc Không Thể Theo Ý Cậu | Get Well Soon                | Tiếng Quảng     | 2,905,883  |
| 2011                                    | 錯配 - Phối Sai                                         | Get Well Soon                | Tiếng Phổ thông | 1,280,250  |
| 2012                                    | Imperfect                                               | Imperfect Collection         | Tiếng Quảng     | 905,908    |
| 2012                                    | 無力挽回 - Vô Lực Vãn Hồi                               | Imperfect Collection         | Tiếng Quảng     | 7,366,789  |
| 2012                                    | 斬立決 - Trảm Lập Quyết                                 | Imperfect Collection         | Tiếng Quảng     | 200,059    |
| 2013                                    | 雙.對 - Giường. Đôi                                     | 8                            | Tiếng Quảng     | 393,698    |
| 2013                                    | 我的宣言 - Tuyên Ngôn Của Tôi                           | 8                            | Tiếng Quảng     | 12,703,576 |
| 2013                                    | 摔角 - Suất Giác                                        | 8                            | Tiếng Quảng     | 619,417    |
| 2013                                    | 妳還怕大雨嗎 - Em Còn Sợ Mưa Lớn Không                  | 8                            | Tiếng Phổ thông | 819,439    |
| 2014                                    | 異能 - Dị Năng                                          | 同行 - Đồng Hành             | Tiếng Quảng     | 247,852    |
| 2014                                    | 同行 - Đồng Hành                                        | 同行 - Đồng Hành             | Tiếng Quảng     | 1,311,452  |
| 2014                                    | 傳聞 - Tin Đồn                                          | 同行 - Đồng Hành             | Tiếng Quảng     | 16,115,393 |
| 2014                                    | 小孩 - Đứa Trẻ                                          | 同行 - Đồng Hành             | Tiếng Phổ thông | 651,130    |
| 2014                                    | 自由意志 - Ý Chí Tự Do                                  | Keep Going                   | Tiếng Quảng     | 1,509,685  |
| 2014                                    | 莫失莫忘 - Mạc Thất Mạc Vong                            | Keep Going                   | Tiếng Quảng     | 2,646,786  |
| 2014                                    | 還記得 - Vẫn Còn Nhớ                                    | Keep Going                   | Tiếng Quảng     | 7,874,256  |
| 2014                                    | 現在已夜深 - Hiện Đã Là Đêm Khuya                       | Keep Going                   | Tiếng Quảng     | 2,748,048  |
| 2014                                    | 日落日出 - Mặt Trời Mọc Mặt Trời Lăn                    | Keep Going                   | Tiếng Quảng     | 603,274    |
| 2015                                    | 小白 - Tiểu Bạch                                        | WHITE                        | Tiếng Quảng     | 3,803,849  |
| 2015                                    | 上次講到 - Lần Trước Nói Đến                            | WHITE                        | Tiếng Quảng     | 1,622,104  |
| 2015                                    | 百年不合 - Trăm Năm Không Hợp                           | WHITE                        | Tiếng Quảng     | 9,195,502  |
| 2015                                    | 相安無事 - Tương An Vô Sự                               | Roundabout                   | Tiếng Quảng     | 2,547,816  |
| 2015                                    | 天下大亂 - Thiên Hạ Đại Loạn                            | Roundabout                   | Tiếng Quảng     | 309,510    |
| 2015                                    | 磨牙 - Nghiến Răng                                      | Roundabout                   | Tiếng Quảng     | 749,484    |
| 2016                                    | 不可能 - Không Thể Nào                                  | -                            | Tiếng Quảng     | 865,231    |
| 2017                                    | 囂 - Khiêu                                              | One Step Closer              | Tiếng Quảng     | 135,623    |
| 2017                                    | How Do I Look                                           | One Step Closer              | Tiếng Quảng     | 75,508     |
| 2017                                    | 有生一天 - Còn Sống Một Ngày                            | One Step Closer              | Tiếng Quảng     | 1,634,642  |
| 2017                                    | 近在千里 - Ở Gần Ngàn Dặm                               | One Step Closer              | Tiếng Quảng     | 1,300,002  |
| 2017                                    | 終於我們 - Cuối Cùng Chúng Ta (One Step Closer)         | One Step Closer              | Tiếng Quảng     | 951,469    |
| 2017                                    | 怒花 - Nova                                             | One Step Closer              | Tiếng Quảng     | 65,914     |
| 2017                                    | 請你愛我 - Xin Em Hãy Yêu Anh                           | -                            | Tiếng Quảng     | 1,216,349  |
| 2017                                    | 天網 - Thiên Võng                                       | All About Love               | Tiếng Quảng     | 1,659,031  |
| 2018                                    | 男人背後 - Phía Sau Người Đàn Ông                       | All About Love               | Tiếng Quảng     | 2,133,790  |
| 2018                                    | 背後女人 - Người Phụ Nữ Phía Sau                        | All About Love               | Tiếng Quảng     | 877,067    |
| 2018                                    | 老少平安 - Lão Thiếu Bình An                            | All About Love               | Tiếng Quảng     | 204,285    |
| 2018                                    | 烏托邦 - Mộng Tưởng Quốc                                | All About Love               | Tiếng Quảng     | 1,318,048  |
| 2019                                    | 最後召集 - Tối Hậu Triệu Tập                            | All About Love               | Tiếng Quảng     | 230,330    |
| 2019                                    | 讓愛高飛 - Để Tình Yêu Bay Cao                          | -                            | Tiếng Quảng     | 3,461,600  |
| Thời gian cập nhật lần cuối：22.04.2019 |                                                         |                              |                 |            |

## Concert và tour

### Concert cá nhân
| Thời gian                        | Tên                                                  | Số buổi | Địa điểm | Ghi chú                        |
| -------------------------------- | ---------------------------------------------------- | ------- | --- | ------------------------------ |
| 11.11.2011                       | Lạp Khoát Hợp Tấu Hội Châu Bách Hào X Trần Bách Vũ   | 1       | Trung Tâm Triển Lãm & Thương Mại Quốc Tế Vịnh Cửu Long                                                                              | Concert đầu tiên               |
| 17.01.2012 17.03.2012 21.07.2012 | See You Soon Concert 2012                            | 3       | Trung Tâm Triển Lãm & Thương Mại Quốc Tế Vịnh Cửu Long Nhà Tưởng Niệm Trung Sơn Quảng Châu Sân Vận Động Phật Sơn Lĩnh Nam Minh Châu | Concert cá nhân đầu tiên       |
| 28.12.2012 29.12.2012 30.12.2012 | Imperfect Live 2012                                  | 3       | Star Hall |                                |
| 25.09.2014 26.09.2014            | Colors of Life Concert                               | 2       | Sân Vận Động Hồng Khám Hồng Kông | Concert đầu tiên tại Hồng Khám |
| 10.05.2015                       | PAKHO ‘LIVE’ in Singapore 2015                       | 1       | Shanghai Dolly |                                |
| 24.05.2015                       | IMPERFECT Hảo Nhân Concert Châu Bách Hào x Trắc Điền | 1       | Reno Ballroom |                                |
| 21.05.2016                       | Perfect Moment Concert                               | 1       | Sân Vận Động Phật Sơn Lĩnh Nam Minh Châu                                                                                            |                                |
| 09.06.2019                       | KKBOX LIVE：MAKING OF ... PAK HO                     | 1       | Hội Trường Trung Tâm Triển lãm & Hội Nghị Hồng Kông 5FG                                                                             |                                |

### Tour concert cá nhân
| Thời gian  | Quốc gia / Địa phương  | Địa điểm                                 | Ghi chú                            |
| ---------- | ---------------------- | ---------------------------------------- | ---------------------------------- |
| 05.01.2014 | Quảng Châu, Trung Quốc | Tháp Quảng Châu                          |                                    |
| 10.01.2015 | Phật Sơn, Trung Quốc   | Sân Vận Động Phật Sơn Lĩnh Nam Minh Châu |                                    |
| 07.02.2015 | Trung Sơn, Trung Quốc  | Sân Vận Động Trung Sơn                   |                                    |
| 27.09.2015 | Melbourne, Úc          | Trung Tâm Hội Nghị & Triển Lãm Melbourne | Khách mời: Liên Thi Nhã            |
| 05.12.2015 | Ma Cao                 | Tân Hào Ảnh Hối Tống Nghệ Quán           | Khách mời: Liên Thi Nhã, Dear Jean |

| Thời gian                        | Tên                                     | Số buổi | Địa điểm                                                        | Ghi chú                                 |
| -------------------------------- | --------------------------------------- | ------- | --------------------------------------------------------------- | --------------------------------------- |
| 28.04.2017 29.04.2017 30.04.2017 | One Step Closer Pakho Live 2017 Concert | 3       | Sân Vận Động Hồng Khám Hồng Kông                                | Kỷ niệm 10 năm vào nghề                 |
| 23.09.2017                       | One Step Closer Pakho Live 2017 Concert | 1       | Sân Vận Động Quảng Châu                                         | Concert lưu diễn                        |
| 21.10.2017                       | One Step Closer Pakho Live 2017 Concert | 1       | Cotai Arena                                                     | Concert lưu diễn                        |
| 13.01.2018                       | One Step Closer Pakho Live 2018 Concert | 1       | Sân Vận Động Thâm Quyến                                         | Concert lưu diễn                        |
| 20.01.2018                       | One Step Closer Pakho Live 2018 Concert | 1       | Sân Vận Động Phật Sơn Nam Hải                                   | Concert lưu diễn                        |
| 17.03.2018                       | One Step Closer Pakho Live 2018 Concert | 1       | Trung Tâm Thể Dục Olympic Trạm Giang                            | Concert lưu diễn                        |
| 16.06.2018                       | One Step Closer Pakho Live 2018 Concert | 1       | Trung Tâm Văn Hóa Đông Quan Đông Phong Nhật Sản                 | Concert lưu diễn                        |
| 15.09.2018                       | One Step Closer Pakho Live 2018 Concert | 1       | Trung Tâm Hội Nghị & Triển Lãm Quốc Gia Thượng Hải Hồng Quán EH | Concert lưu diễn                        |
| 06.10.2018                       | One Step Closer Pakho Live 2018 Concert | 1       | Sân Vận Động Hưng Sơn Trung Sơn                                 | Concert lưu diễn                        |
| 27.10.2018                       | One Step Closer Pakho Live 2018 Concert | 1       | Trung Tâm Thể Dục Thể Thao Chu Hải                              | Concert lưu diễn                        |
| 01.12.2018                       | One Step Closer Pakho Live 2018 Concert | 1       | Trung Tâm Thể Dục Thể Thao Giang Môn                            | Concert lưu diễn                        |
| 06.01.2019                       | One Step Closer Pakho Live 2019 Concert | 1       | Trung Tâm Biểu Diễn Nghệ ThuậtThể Thao Quốc Tế Quảng Châu       | Trạm concert lưu diễn nội địa cuối cùng |
| 23.02.2019                       | One Step Closer Pakho Live 2019 Concert | 1       | Genting Star Malaysia                                           | Concert lưu diễn                        |

### Khách mời concert
| Thời gian             | Nghệ sĩ                                 | Tên                                                                           |
| --------------------- | --------------------------------------- | ----------------------------------------------------------------------------- |
| 05.03.2011 06.03.2011 | Trịnh Y Kiện                            | Beautiful Day 2011 Concert Trạm Hồng Kông                                     |
| 11.03.2011            |                                         | Kiehl's Concert Từ Thiện                                                      |
| 23.03.2011            |                                         | Chivas Tình Bạn Thực Sự Concert                                               |
| 12.08.2011            |                                         | Tân Thành 2011 Thanh Niên Hoạt Lực Quần Tinh Concert                          |
| 30.08.2011            |                                         | Tân Thành Hỷ Hoạt Chí Sảng Tân Âm Nhạc                                        |
| 30.09.2011            |                                         | Chương trình từ thiện của Bộ Thanh niên Trung Quốc HK "Cuộc sống có giá trị"  |
| 03.12.2011            | Dear Jean                               | Gamma Live                                                                    |
| 30.01.2012            |                                         | AST 2012 Singing Contest                                                      |
| 09.02.2012            | Huỳnh Vỹ Văn                            | Concert YY                                                                    |
| 11.02.2012            |                                         | Mang Quả Quần Tinh Come Mang Âm Nhạc Hội                                      |
| 31.05.2012            |                                         | Fee Fee Tình Bạn Thực Sựu Âm Nhạc Hội                                         |
| 03.06.2012            |                                         | Super League Season V Fiesta                                                  |
| 12.06.2012            |                                         | Tân Thành Xướng Hảo Đại Đồng Xướng Tác Nhạc Âm Nhạc Hội                       |
| 28.07.2012            |                                         | Yêu Âm Nhạc Yêu Sinh Mệnh Âm Nhạc Hội 2012                                    |
| 25.08.2012            |                                         | Ám Trung Tác Nhạc 2012                                                        |
| 20.10.2012            |                                         | Tân Thành Từ Thiện K Xướng Lữ 2012                                            |
| 23.02.2013            | Trương Kính Hiên                        | Trương Kính Hiên x Quảng Châu Giao Hưởng Nhạc Đoàn Phật Sơn Tân Thanh Concert |
| 11.05.2013            | Kary                                    | The Present Concert Macau                                                     |
| 30.01.2015            | Dương Thiên Hoa                         | Let's Begin Tour Concert 2015                                                 |
| 30.10.2015            | Tây Lạp                                 | Colorful Life Thật．Huyễn Sắc Concert                                         |
| 13.08.2016            | Liên Thi Nhã                            | Shiga Vs Shiga Live 2016                                                      |
| 28.08.2016            |                                         | Ám Trung Tác Nhạc 2016                                                        |
| 12.12.2017            | Diêm Dịch Các                           | Concert 《Tôi Có Bản Thân Tôi》 Trạm Hồng Kông                                |
| 14.02.2019            | Vương Hạo Nhi Trịnh Hân Nghi Trịnh Dung | Concert Ôm Lấy Bạn Bè                                                         |
| 16.03.2019            | Dear Jean                               | Yours Sincerely Live 2019                                                     |
| 10.08.2019            | Dung Tổ Nhi                             | Concert Pretty Crazy                                                          |
| 24.08.2019 25.08.2019 | HANA Cúc Tử Kiều                        | Concert Chỉ Muốn Cùng Bạn Ở Cùng Nhau                                         |

## Phim ảnh

### Điện ảnh
| Năm        | Phim điện ảnh                                              | Vai diễn                            | Vai trò              |
| ---------- | ---------------------------------------------------------- | ----------------------------------- | -------------------- |
| 2008       | 愛情萬歲 Tình Yêu Vạn Tuế                                  | 楊溢德 - Dương Dật Đức（Joe）       | Nam chính thứ ba     |
| 2009       | 愛情故事 Câu Chuyện Tình Yêu                               | Thẩm phán                           | Khách mời            |
| 2009       | 金錢帝國 Kim Tiền Vệ Quốc                                  | Chuyên viên chống tham nhũng (ICAC) | Diễn viên quần chúng |
| 2009       | 關人7事 Quan Nhân Thất Sự                                  | 柏豪 - Bách Hào                     | Nam chính thứ hai    |
| 2009       | 死神傻了 Tử Thần Ngốc Rồi                                  | 六寳 - Lục Bảo                      | Nam chính đơn nguyên |
| 2010       | 飛砂風中轉 Một lần làm găngxtơ                             | Ca sĩ thiếu niên                    | Vai phụ              |
| 2011       | 算吧啦，老豆！ The Way We Were                             |                                     | Vai phụ              |
| 2011       | 喜爱夜蒲 Lan Quế Phường                                    |                                     | Vai phụ              |
| 2011       | 猛鬼愛情故事 Câu Chuyện Tình Yêu Ma Quỷ                    | 兆中 - Triệu Trung                  | Vai phụ              |
| 2014       | 販賣愛 Tôi Bán Tình Yêu                                    | Rex                                 | Nam chính thứ nhất   |
| 2015       | 小姐誘心 Tiểu Thư Dụ Tâm                                   | 雄 - Hùng                           | Nam chính thứ nhất   |
| 2015       | 12金鴨 12 Chú Vịt Vàng                                     | Jamie                               | Vai phụ              |
| 2015       | 四非 Tứ Phi                                                | 杰 - Kiệt                           | Nam chính thứ nhất   |
| 2015       | 沒女神探 Thám Tử Tình Yêu                                  | 成大志 - Thành Đại Chí              | Nam chính thứ nhất   |
| 2015       | 色模 Sắc Mô                                                | Tiger                               | Nam chính thứ nhất   |
| 2015       | 吉祥酒店 Khách Sạn Ma Quỷ                                  | 黃立民 - Huỳnh Lập Dân              | Nam chính thứ nhất   |
| 2016       | Good Take                                                  |                                     | Nam chính đơn nguyên |
| 2016       | 我老婆係明星 Bà Xã Tôi Là Minh Tinh                        | 賴毛 - Lại Mao                      | Nam chính thứ nhất   |
| 2016       | 妄想症 Bệnh Hoang Tưởng                                    |                                     | Nam chính thứ nhất   |
| 2017       | 原諒他77次 77 Lần Tha Thứ Cho Anh Ấy                       | 張智思 - Trương Trí Tư (Adam)       | Nam chính thứ nhất   |
| 2017       | 西謊極落之太爆太子太空艙 The Sinking City: Capsule Odyssey | 周子軒 - Châu Tử Hiên               | Nam chính thứ nhất   |
| 2020       | 禁錮之地 Vùng Đất Tù Đày                                   | 任志豪 - Nhậm Chí Hào               | Nam chính thứ nhất   |
| 2020       | 鬥戰勝佛2 Đấu Chiến Thắng Phật 2 (điện ảnh chiếu mạng)     | 孫悟空 - Tôn Ngộ Không              | Nam chính thứ nhất   |
| 2021       | 感動她77次 77 Lần Cảm Động Cô Ấy                           | 張智思 - Trương Trí Tư (Adam)       | Nam chính thứ nhất   |
| 2021       | 鬥戰勝佛3 Đấu Chiến Thắng Phật 3 (điện ảnh chiếu mạng)     | 孫悟空 - Tôn Ngộ Không              | Nam chính thứ nhất   |
| Chưa chiếu | 暗殺風暴 Ám Sát Phong Bạo                                  |                                     | Nam phụ              |

### Truyền hình
| Năm        | Đài truyền hình | Phim truyền hình                         | Vai diễn                         | Vai trò              |
| ---------- | --------------- | ---------------------------------------- | -------------------------------- | -------------------- |
| 2008       | RTHK            | 我是香港人 - Tôi Là Người Hồng Kông      | 阿兆 - A Triệu                   | Nam chính thứ nhất   |
| 2009       | RTHK            | 有房出租 - Có Phòng Cho Thuê (phần 1)    | 程朗 - Trình Lãng                | Nam chính thứ ba     |
| 2009       | TVB             | 廉政行動2009 - Hành Động Liêm Chính 2009 | 周柏堅 - Châu Bách Kiên（Kenny） | Nam chính đơn nguyên |
| 2010       | RTHK            | 有房出租 - Có Phòng Cho Thuê (phần 2)    | 程朗 - Trình Lãng                | Nam chính thứ ba     |
| 2017       | TVB             | 使徒行者2 - Sứ Đồ Hành Giả 2             | 樂少鋒 - Lạc Thiếu Phong         | Nam chính thứ tư     |
| 2018       | TVB             | 再創世紀 - Tái Sáng Thế Kỷ               | 程凱 - Trình Khải                | Nam chính thứ tư     |
| 2019       | TVB             | 多功能老婆 - Người Vợ Đa Năng            | 榮浩田 - Vinh Hạo Điền           | Nam chính thứ nhất   |
| Chưa chiếu | TVB             | 旁觀者 - Kẻ Bàng Quan                    | Vương Mịch Hy                    | Nam chính            |

#### Phim ngắn
| Năm  | Phim ngắn                                        | Vai diễn                    | Vai trò              |
| ---- | ------------------------------------------------ | --------------------------- | -------------------- |
| 2012 | 物‧語女子 - Vật ‧ Ngữ Nữ Tử                      | 方柏原 - Phương Bách Nguyên |                      |
| 2012 | 最佳響友下集                                     |                             |                      |
| 2013 | 雙對 - Giường Đôi                                |                             |                      |
| 2016 | 竹。迷。藏 - Trúc。Mê。Tàng                      |                             |                      |
| 2016 | 愛情來的時候2 - Khi Tình Yêu Đến 2               | 杜錦煇 - Đỗ Cẩm Huy         | Nam chính đơn nguyên |
| 2017 | One Step Closer                                  |                             |                      |
| 2017 | 使徒行者2 - 天網 - Sứ Đồ Hành Giả 2 - Thiên Võng | 樂少鋒 - Lạc Thiếu Phong    | Nam chính            |

### Vai diễn khác

#### Sách
| Ngày xuất bản | Sách                                                                     | Thể loại            |
| ------------- | ------------------------------------------------------------------------ | ------------------- |
| 07.2008       | 我的開始在這裡 - Đây Là Nơi Tôi Bắt Đầu                                  | Sách ảnh            |
| 08.2008       | 我的開始在這裡 — 第二版 - Đây Là Nơi Tôi Bắt Đầu (1 tập 2 bản)           | Sách ảnh            |
| 07.2009       | 假如我有時光‧机 - Nếu Như Tôi Có Cỗ Máy Thời Gian                        | Sách ảnh + Văn ngắn |
| 07.2009       | 假如我有時光‧机 — 第二版 - Nếu Như Tôi Có Cỗ Máy Thời Gian (1 tập 2 bản) | Sách ảnh + Văn ngắn |

#### Kịch sân khấu
| Năm  | Kịch sân khấu                                 | Vai diễn                      |
| ---- | --------------------------------------------- | ----------------------------- |
| 2010 | 我不要被你記住 - Anh Không Muốn Bị Em Nhớ Tới | 黃文斌 - Huỳnh Văn Bân（Ben） |

#### Video âm nhạc
| Năm  | Video âm nhạc                     | Nghệ sĩ                  |
| ---- | --------------------------------- | ------------------------ |
| 2003 | 《張某》- Trương Mỗ               | 野仔 - Dã Tử             |
| 2004 | 《飲食男女》- Nam Nữ Ăn Cơm       | 董敏莉 - Đổng Mẫn Lợi    |
| 2004 | 《池畔派對》- Tiệc Tùng Bên Hồ    | 董敏莉 - Đổng Mẫn Lợi    |
| 2004 | 《叫好叫座》- Khiếu Hảo Khiếu Tọa | 鄭融 - Trịnh Dung        |
| 2004 | 《當事人》- Đương Sự Nhân         | 戴夢夢 - Đới Mộng Mộng   |
| 2007 | 《錯愛》- Yêu Sai                 | 江若琳 - Giang Nhược Lâm |
| 2011 | 《I Don't Wanna Be Lonely》       | 連詩雅 - Liên Thi Nhã    |
| 2016 | 《脂肪葡萄》- Bồ Đào Căng Mọng    | 陳詠謙 - Trần Vịnh Khiêm |
| 2018 | 《飲啦小氣》- Ăn Rồi Keo Kiệt     | 陳詠謙 - Trần Vịnh Khiêm |
| 2019 | 《過路人》- Người Qua Đường       | 連詩雅 - Liên Thi Nhã    |

#### Đạo diễn MV
| Năm  | Video âm nhạc                                              | Nghệ sĩ                | Ghi chú               |
| ---- | ---------------------------------------------------------- | ---------------------- | --------------------- |
| 2011 | 《讓我享受談戀愛》- Để Em Cảm Nhận Chuyện Tình Cảm         | 連詩雅 - Liên Thi Nhã  |                       |
| 2012 | 《只有一事不成全你》- Chỉ Có Một Việc Không Thể Theo Ý Cậu | 周柏豪 - Châu Bách Hào | với Ng Yan&Hoyin Chan |
| 2012 | 《金》- Kim                                                | 周柏豪 - Châu Bách Hào | với Ng Yan&Hoyin Chan |
| 2012 | 《無力挽回》- Vô Lực Vãn Hồi                               | 周柏豪 - Châu Bách Hào | với Ng Yan            |
| 2013 | 《我的宣言》- Tuyên Ngôn Của Tôi                           | 周柏豪 - Châu Bách Hào |                       |
| 2013 | 《謝謝你離開》- Cảm Ơn Anh Rời Đi                          | 官恩娜 - Quan Ân Na    |                       |
| 2017 | 《他他他》- Anh Ấy Anh Ấy Anh Ấy                           | JUDE                   | bộ phận quay phim     |
| 2017 | 《Sick Of You 》(天敵 - Thiên Địch bản tiếng Anh)          | JUDE                   | bộ phận quay phim     |

#### Lồng tiếng
| Năm  | Phim                        | Vai             |
| ---- | --------------------------- | --------------- |
| 2007 | Shrek the Third             | Người bánh gừng |
| 2008 | 10 Promises to My Dog       | Nam chính       |
| 2008 | Madagascar: Escape 2 Africa | Moto Moto       |
| 2013 | Kaze Tachinu                | Honjo Kiro      |
| 2016 | The Angry Birds Movie       | Bomb            |
| 2018 | Monster Hunt 2              | Thiên Âm        |
| 2019 | The Angry Birds Movie 2     | Bomb            |

#### Kịch truyền thanh
- 最好的時光 / Thời Gian Tươi Đẹp Nhất　vai　余傲德 / Dư Ngạo Đức
- 流戀 / Lưu Luyến（kịch truyền thanh kỷ niệm 10 năm khánh đài CUHK）
- 戀愛嘉年華 / Tình Yêu Đón Năm Mới vai 陳光榮 / Trần Quang Vinh
- 百慕達之戀 / Bách Mộ Đạt Chi Luyến vai 胡達森 / Hồ Đạt Sâm
- 預言書 / Sách Tiên Tri vai 張志立Calvin / Trần Chí Lập
- 唐七太空站 / Đường Thất Thái Không Trạm vai 阿奶 / A Nãi
- 歐陽志強 / Âu Dương Chí Cường vai 林柏高Paco / Lâm Bách Cao
- 2005：Tác phẩm tốt nghiệp của Chương trình Thạc sĩ Điện ảnh và Truyền hình Đại học Baptist -《活在筆下 / Sống trong ngòi bút》[12]

#### Quảng cáo
2003年
- K-2: poster quảng cáo
- S.square: poster quảng cáo
- Just Diamond: poster quảng cáo

2004年
- Nike league: poster quảng cáo
- Coca-Cola: poster quảng cáo
- Học Viện Giá Sử Hồng Kông: poster quảng cáo

2005年
- Phục trang Champion: đại ngôn

2006年
- K-2: poster quảng cáo
- Pizza Hut: poster quảng cáo

2007年
- Converse: poster quảng cáo
- indu homme A/W Collection: quảng cáo tạp chí Hồng Kông
- Hôn Lễ Chi Bách: poster quảng cáo Hồng Kông

2008年
- Trò chơi điện tử「Kình Vũ Đoàn」: đại ngôn
- Neway: poster quảng cáo
- Moov.com: poster quảng cáo
- Levi's: poster quảng cáo

2009年
- Adidas Xịt toàn thân chống mồ hôi Roadshow quảng cáo đặc biệt（tháng 6-7）

2010年
- Levi's: poster quảng cáo
- Adidas Neo Label: đại ngôn khu vực Đại Trung Hoa

2011年
- Adidas Neo Label: đại ngôn khu vực Đại Trung Hoa
- Adidas Neo Label: đại ngôn toàn cầu

2013年
- BSX: đại ngôn khu vực Đại Trung Hoa
- Thủy Động Nhạc

2014年
- Sony Cyber-Shot RX máy ảnh kỹ thuật số
- Thất Hải Kiện Lạc「Nhạc Vận Động」

2015年
- Cảng Thiết Kì Hạ mtrshop
- Giấy Khuất Thần
- Băng vệ sinh Kotex: đại sứ tuyên truyền
- Hoành Lợi
- Fight Hard Fitness: đại ngôn

2017年
- Hoành Lợi
- Sony Cyber-Shot RX máy ảnh kỹ thuật số
- Simply Cash Visa: đại ngôn

2018年
- Sony Cyber-Shot RX máy ảnh kỹ thuật số
- Givenchy Le Rouge Liquide
- Simply Cash Visa: đại ngôn
- Laneige Collagen Drink
- Bảo Hiểm Trung Lợi（Hoành Lợi）

2019年
- Laneige Collagen Drink
- Swisse Liver Detox
- Puma: đại ngôn

## Giải thưởng và đề cử
Xem chi tiết tại: Danh sách giải thưởng và đề cử Châu Bách Hào nhận được